# Kanepi (ancienne commune)
Pour les articles homonymes, voir Kanepi.
Kanepi (en estonien : Kanepi vald) est une ancienne commune rurale située dans le comté de Põlva en Estonie.
Elle a été intégrée à la commune de Kanepi.

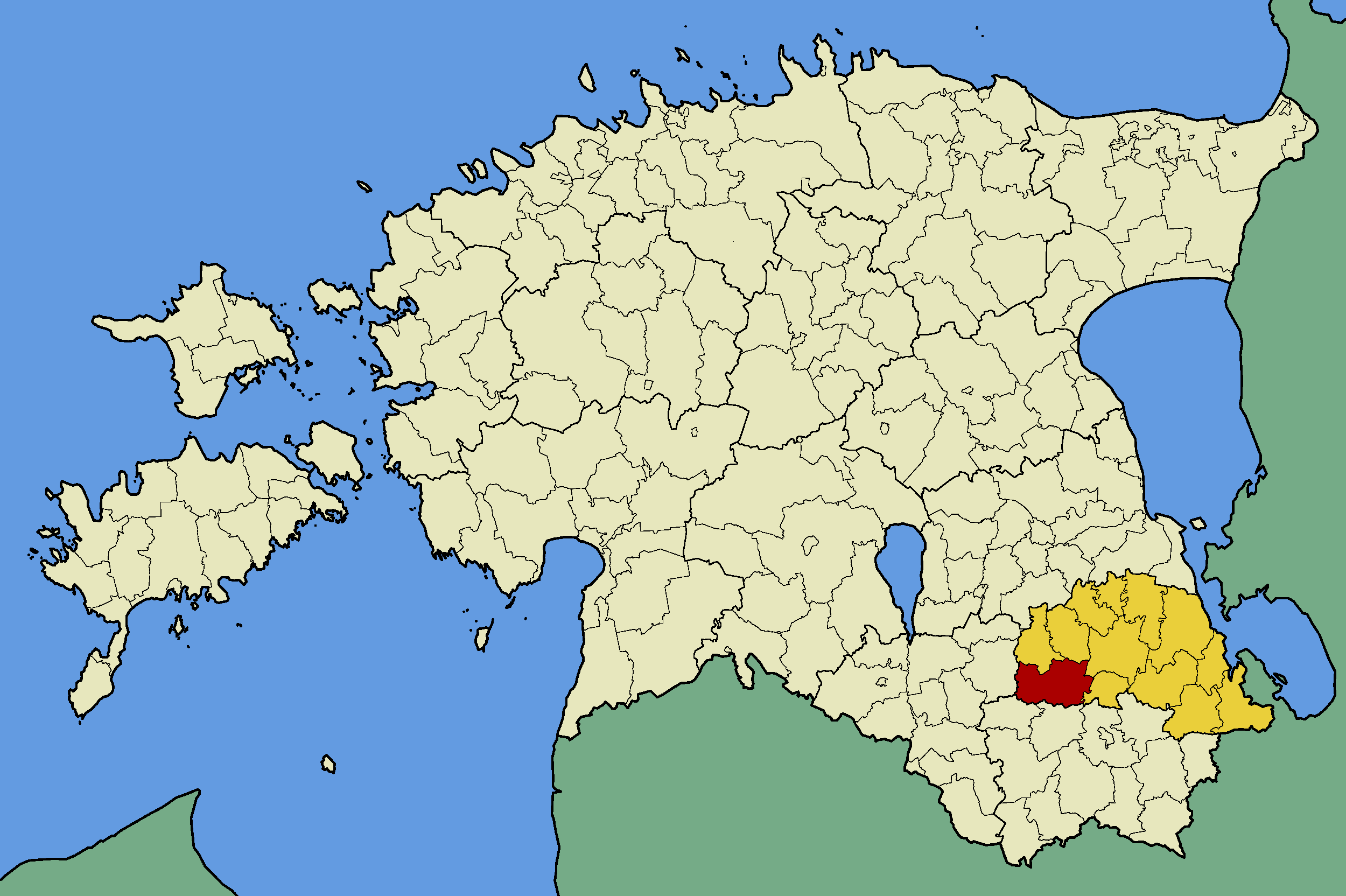
L'ancienne commune de Kanepi (en rouge) dans le comté de Põlva (en jaune).

## Géographie
Elle s'étendait sur une superficie de 231,5 km2 dans le sud-ouest du comté.
Elle regroupait le petit bourg de Kanepi, ainsi que les villages de Erastvere, Heisri, Hino, Hurmi, Jõgehara, Jõksi, Kaagna, Kaagvere, Karste, Koigera, Kooraste, Lauri, Magari, Närapää, Peetrimõisa, Piigandi, Põlgaste, Rebaste, Soodoma, Sõreste et Varbuse.
Kanepi compte, entre-autres, les lacs Aalupi järv, Jõksi järv, Piigandi järv,  Pikkjärv, Vaaba järv, Lilu järv et  Linajärv.

## Histoire
Sous l'Empire russe, elle fait partie du gouvernement de Livonie .
À la suite de la réorganisation administrative d'octobre 2017, elle fusionne avec Kõlleste et Valgjärve pour former la nouvelle commune de Kanepi.

## Démographie
En 2012, la population s'élevait à 2 464 habitants.